# Tournoi de tennis de Tianjin
Le tournoi de Tianjin (Chine) est un tournoi de tennis féminin du circuit professionnel WTA.
Le tournoi a été créé en 2014. Il se joue sur dur et fait partie de la catégorie WTA International.

## Palmarès

### Simple
| No | Date       | Nom et lieu du tournoi | Catégorie | Dotation  | Surface    | Vainqueure          | Finaliste         | Score     |         |
| -- | ---------- | ---------------------- | --------- | --------- | ---------- | ------------------- | ----------------- | --------- | ------- |
| 1  | 06-10-2014 | Tianjin Open, Tianjin  | Intern'l  | 226 750 $ | Dur (ext.) | Alison Riske        | Belinda Bencic    | 6-3, 6-4  | Tableau |
| 2  | 12-10-2015 | Tianjin Open, Tianjin  | Intern'l  | 426 750 $ | Dur (ext.) | Agnieszka Radwańska | Danka Kovinić     | 6-1, 6-2  | Tableau |
| 3  | 10-10-2016 | Tianjin Open, Tianjin  | Intern'l  | 426 750 $ | Dur (ext.) | Peng Shuai          | Alison Riske      | 7-63, 6-2 | Tableau |
| 4  | 09-10-2017 | Tianjin Open, Tianjin  | Intern'l  | 426 750 $ | Dur (ext.) | Maria Sharapova     | Aryna Sabalenka   | 7-5, 7-68 | Tableau |
| 5  | 08-10-2018 | Tianjin Open, Tianjin  | Intern'l  | 426 750 $ | Dur (ext.) | Caroline Garcia     | Karolína Plíšková | 7-67, 6-3 | Tableau |
| 6  | 07-10-2019 | Tianjin Open, Tianjin  | Intern'l  | 426 750 $ | Dur (ext.) | Rebecca Peterson    | Heather Watson    | 6-4, 6-4  | Tableau |

### Double
| No | Date       | Nom et lieu du tournoi | Catégorie | Dotation  | Surface    | Vainqueures                           | Finalistes                       | Score             |         |
| -- | ---------- | ---------------------- | --------- | --------- | ---------- | ------------------------------------- | -------------------------------- | ----------------- | ------- |
| 1  | 06-10-2014 | Tianjin Open Tianjin   | Intern'l  | 226 750 $ | Dur (ext.) | Alla Kudryavtseva Anastasia Rodionova | Sorana Cîrstea Andreja Klepač    | 6-76, 6-2, [10-8] | Tableau |
| 2  | 12-10-2015 | Tianjin Open Tianjin   | Intern'l  | 426 750 $ | Dur (ext.) | Xu Yifan Zheng Saisai                 | Darija Jurak Nicole Melichar     | 6-2, 3-6, [10-8]  | Tableau |
| 3  | 10-10-2016 | Tianjin Open Tianjin   | Intern'l  | 426 750 $ | Dur (ext.) | Christina McHale Peng Shuai           | Magda Linette Xu Yifan           | 7-68, 6-0         | Tableau |
| 4  | 09-10-2017 | Tianjin Open Tianjin   | Intern'l  | 426 750 $ | Dur (ext.) | Irina-Camelia Begu Sara Errani        | Dalila Jakupović Nina Stojanović | 6-4, 6-3          | Tableau |
| 5  | 08-10-2018 | Tianjin Open Tianjin   | Intern'l  | 426 750 $ | Dur (ext.) | Nicole Melichar Květa Peschke         | Monique Adamczak Jessica Moore   | 6-4, 6-2          | Tableau |
| 6  | 07-10-2019 | Tianjin Open Tianjin   | Intern'l  | 426 750 $ | Dur (ext.) | Shuko Aoyama Ena Shibahara            | Nao Hibino Miyu Kato             | 6-3, 7-5          | Tableau |